# Старобельмановка
Старобельмановка (рос. Старобельмановка) — село в Хорольському районі Приморського краю Росії. Входить до складу Хорольського сільського поселення.

## Населення
Чисельність населення за роками:
| 2002 | 2010 |
| ---- | ---- |
| 188  | 152  |

За даними перепису населення 2010 року на території села проживало 152 особи. Частка чоловіків у населенні складала 53,9% або 82 особи, жінок — 46,1% або 70 осіб. Національний склад станом на 2002 рік: росіяни — 83% або 156 осіб, українці — 14,9% або 28 осіб.